# Collection Spirale

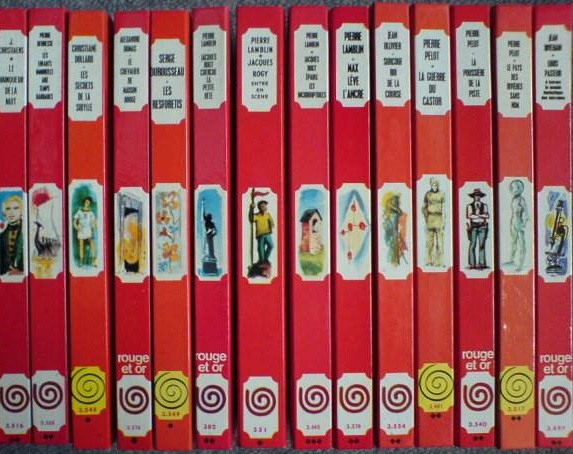
Volumes des années 1970 de la collection Spirale

Spirale est une collection française de romans pour la jeunesse créée par les éditions G. P. et éditée de 1959 à 1980. Elle compte 300 titres.

## Genèse
Créées en 1945, les éditions G. P. (Générale de Publicité), spécialisées dans la littérature pour la jeunesse, seront rebaptisées plus tard G. P. Rouge et Or. Elles sont rachetées en 1961 par le groupe Presses de la Cité. 
Les éditions G. P. sont surtout connues pour les collections « Bibliothèque Rouge et Or » (créée en 1947) et « Bibliothèque Rouge et Bleue ». Après avoir donné naissance en 1957 à la collection Rouge et Or Dauphine, destinée à un public plus jeune (6 à 10 ans), elles créent en 1959 la collection « Spirale » qui vise les enfants de dix à quinze ans.
À ses débuts, la collection Spirale réédite les ouvrages classiques français et anglo-américains, puis publie les auteurs français contemporains, mais également de nombreux titres traduits du danois (A. B. Carroll), de l’allemand et du suédois. Les séries, essentiellement policières, apparaissent bientôt : Jacques Rogy, Yann ou Shirley.
La collection Spirale était en concurrence avec les collections Bibliothèque rose et Verte des éditions Hachette ainsi qu'avec Marabout Junior et Marabout Mademoiselle des Éditions Gérard. Contrairement aux volumes parus chez Hachette, la collection Spirale était peu présente chez les libraires et d'un coût plus élevé en raison de la qualité supérieure des livres.

## Aspect des livres
Reconnaissables à leur dos rouge, d'abord arrondi puis plat, les volumes de la collection Spirale sont de solides livres de format 17,5 cm sur 12,5 cm, reliés, cartonnés et pelliculés. Chaque volume comporte environ 190 pages avec des illustrations en couleur sur papier haut de gamme. 
Le logo "Spirale" figure au bas de la couverture et changera d'aspect selon la décade :

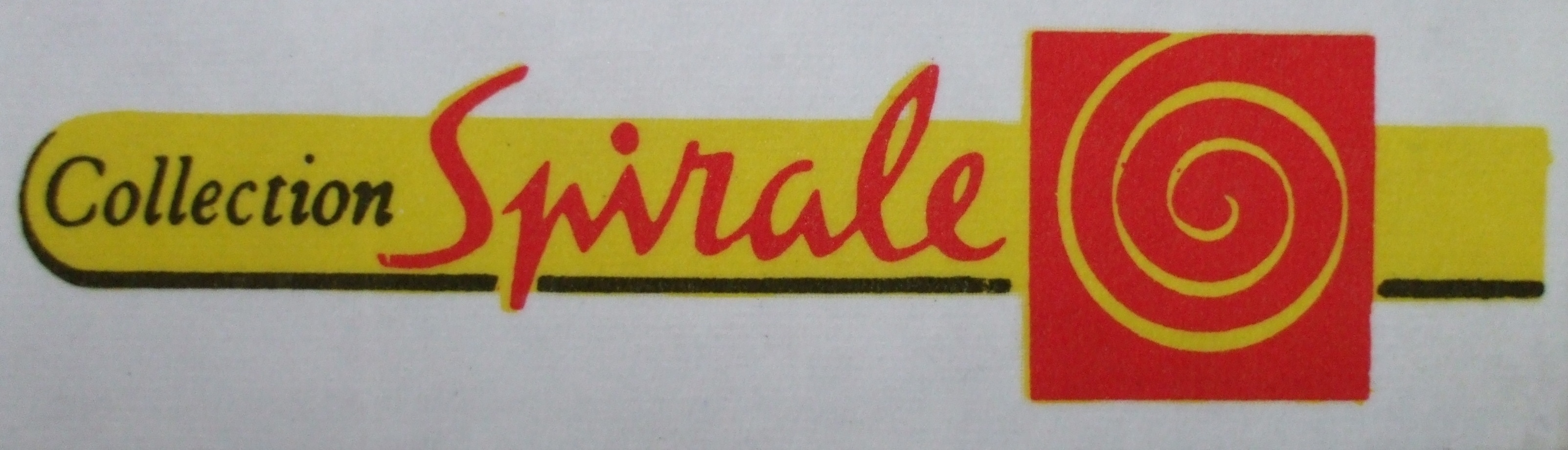
Premier logo de la collection Spirale

Le système de numérotation des livres est quelque peu compliqué : Les éditions G. P. avaient, en effet, décidé de numéroter toutes leurs collections à la suite les unes des autres, au lieu de procéder à une numérotation indépendante pour chaque collection comme c'était le cas des collections Bibliothèque rose et Bibliothèque verte des éditions Hachette. Ainsi, les volumes de la collection Spirale possèdent deux numéros différents : un à l'intérieur du livre, à la fin, et un autre sur le dos. Par exemple, le numéro un de la collection est en fait numéroté 301 sur le dos. Les numéros 101 à 300 correspondent à la collection Rouge et Or, tandis que les numéros 301 à 450 correspondent à la collection Spirale, etc.

## Liste des titres édités
Note : liste exhaustive. La 1re date est celle de la 1re édition.

### Les séries

#### sérieBigglesdeCaptain W.E. Johns
(Illustrations de Michel Jouin)	 
- 1967 : Biggles et le Masque noir
- 1967 : Biggles en Bohême
- 1968 : Biggles dans la jungle
- 1969 : Biggles et la Cargaison perdue
- 1970 : Biggles dans les sables maudits

#### sérieLes Imbattablesde Lucy Vincent[1]
(Illustrations de Jean-Gérald Bertrand)
- 1969 : Le Secret de Maître Bastien
- 1970 : Les Imbattables et le Lac des ombres
- 1971 : Imbattables, micros et caméras

#### sérieJanoude Eve Dessarre
(Illustrations de Jean-Gérald Bertrand) 
- 1967 : Janou dans la grotte d'argent
- 1967 : Janou et ses amis
- 1968 : Janou reporter
- 1968 : Janou cherche Roberta

#### sérieJacques Rogy, de Pierre Lamblin
- 1960 : Trois Garçons mènent l'enquête (Jacques Rogy entre en scène) (ill. Françoise Bertier)
- 1961 : Jacques Rogy court deux lièvres à la fois (ill. Vanni Tealdi)
- 1961 : Jacques Rogy chasse le fantôme (ill. Vanni Tealdi)
- 1963 : Jacques Rogy cherche la petite bête (ill. Vanni Tealdi)
- 1963 : Jacques Rogy lâche les chiens (ill. Vanni Tealdi)
- 1963 : Jacques Rogy enquête sous les eaux (ill. Vanni Tealdi)
- 1964 : Jacques Rogy terrasse le dragon (ill. Vanni Tealdi)
- 1964 : Jacques Rogy trouve un os (ill. Vanni Tealdi)
- 1964 : Jacques Rogy veille au grain (ill. Vanni Tealdi)
- 1965 : Jacques Rogy traque l'espion (ill. Vanni Tealdi)
- 1965 : Jacques Rogy se jette au feu (ill. Vanni Tealdi)
- 1966 : Jacques Rogy roule sur l'or (ill. Vanni Tealdi)
- 1967 : Jacques Rogy redresse la barre (ill. Vanni Tealdi)
- 1967 : Jacques Rogy prend le taureau par les cornes (ill. Vanni Tealdi)
- 1968 : Jacques Rogy lève le voile (ill. Vanni Tealdi)
- 1967 : Jacques Rogy lutte contre la montre (ill. Vanni Tealdi)
- 1969 : Jacques Rogy arrache le masque (ill. Vanni Tealdi)
- 1969 : Jacques Rogy défie l'amazone (ill. Vanni Tealdi)
- 1970 : Jacques Rogy se jette dans la gueule du loup (ill. Vanni Tealdi)
- 1970 : Jacques Rogy épaule les incorruptibles (ill. Vanni Tealdi)
- 1971 : Jacques Rogy sauve le guépard (ill. Vanni Tealdi)
- 1971 : Jacques Rogy devient agent secret (ill. Vanni Tealdi)
- 1972 : Jacques Rogy combat les hommes masqués (ill. Vanni Tealdi)
- 1973 : Jacques Rogy enquête chez le pharaon (ill. Jean-Gérald Bertrand)
- 1974 : Jacques Rogy se fâche (ill. Jean-Gérald Bertrand)
- 1975 : Jacques Rogy force le secret des treize (ill. Jacques Fromont)
- 1976 : Jacques Rogy réussi un fameux coup de filet (ill. Vanni Tealdi)

#### sérieJules Verne
- 1978 : Michel Strogoff (ill. Annie-Claude Martin)
- 1978 : De la Terre à la Lune (ill. Jean Reschofsky)
- 1978 : Voyage au centre de la Terre (ill. Annie-Claude Martin)
- 1978 : Le Tour du monde en quatre-vingts jours (ill. Annie Beynel)
- 1978 : Autour de la Lune (ill. Annie-Claude Martin)
- 1979 : Cinq semaines en ballon (ill. Yves Beaujard)
- 1979 : L'Étoile du sud (ill. Annie-Claude Martin)

#### sérieLes Jum'sdePierre Lamblinet Lucienne Pujol
- 1973 : Les Jum's et la Belle Dame (ill. Jean-Gérald Bertrand)
- 1974 : Les Jum's et le coffre aux treize serrures (ill. Jean-Gérald Bertrand)
- 1974 : Les Jum's et le Cousin de Patagonie (ill. Jacques Fromont)
- 1975 : Les Jum's rencontrent Zorro (ill. Jacques Fromont)

#### sérieLe Petit GitandeGeneviève Laporte
- 1974 : Le Petit Gitan, son âne et la grande ville (ill. Jean Retailleau)
- 1977 : Le Petit Gitan à la recherche du plan perdu (ill. Jean Retailleau)

#### sérieShirley, d'Edward Home-Gall
- 1962 : Shirley, hôtesse de l'air (ill. Vanni Tealdi)
- 1962 : Shirley et l'Affaire du diamant (ill. Vanni Tealdi)
- 1963 : Shirley et le Rébus chinois (ill. Vanni Tealdi)
- 1963 : Shirley dans les fjords norvégiens (ill. Vanni Tealdi)
- 1963 : Shirley et la Fille du Rajah (ill. Vanni Tealdi)
- 1964 : Shirley chez les Pygmées (ill. Vanni Tealdi)
- 1965 : Shirley et le Mannequin Carol (ill. Daniel Dupuy)
- 1966 : Shirley au Canada (ill. Vanni Tealdi)
- 1967 : Shirley et le Mystère des lingots d'or (ill. Vanni Tealdi)
- 1968 : Shirley dans la tempête (ill. Vanni Tealdi)
- 1969 : Shirley et la Mystérieuse Mona (ill. Vanni Tealdi)
- 1970 : Shirley à Hollywood (ill. Vanni Tealdi)
- 1971 : Shirley et la Reine du fandango (ill. Daniel Dupuy)
- 1971 : Shirley et les Écumeurs de la prairie (ill. Daniel Dupuy)
- 1973 : Shirley et les Naufragés du Pacifique (ill. Daniel Dupuy)

#### sérieSur le sentierde Michel R. Hofmann
- 1962 : Sur le sentier de la musique (ill. Raoul Auger)
- 1963 : Sur le sentier de la danse (ill. Raoul Auger)
- 1963 : Sur le sentier du cinéma (ill. Raoul Auger)

#### sérieTinadeA. B. Carroll[2]
- 1961 : Bonjour, Tina ! (ill. Françoise Bertier)
- 1962 : Tina, mannequin (ill. Françoise Bertier)
- 1962 : Tina joue gagnant (ill. Guillaume Bertier de Sauvigny)
- 1963 : Le Cœur de Tina bat (ill. Françoise Bertier)
- 1964 : Merci, Tina ! (ill. Françoise Bertier)
- 1964 : Tina, interprète (ill. Françoise Bertier)
- 1964 : Tom et Tina (ill. Françoise Bertier)
- 1966 : Tina, châtelaine (ill. Françoise Bertier)
- 1967 : Tina, femme d'affaires (ill. Monique Gorde)
- 1968 : Tina parmi les stars (ill. Monique Gorde)
- 1969 : Signorina Tina (ill. Monique Gorde)

#### sérieTitaboude René Garrus
- 1962 : Titabou joue aux pirates (ill. Guy Maynard)
- 1963 : Titabou au mas des flamants roses (ill. Jean-Gérald Bertrand)

#### sérieLe Toucande Max Artis
- 1977 : Le Toucan vole à Sumatra (ill. Vanni Tealdi)
- 1976 : Le Toucan et le Trésor des Samouraï (ill. Vanni Tealdi)

#### sérieYanndeKnud Meister[3]et Carlo Andersen
(Illustrations de Daniel Billon)
- 1973 : Yann détective
- 1973 : Yann enquête au cirque
- 1974 : Yann et le Voleur de voitures
- 1974 : Yann suit une piste
- 1974 : Yann et le Mystère du port
- 1974 : Yann et l'Affaire Clausen
- 1975 : Yann à l'heure de minuit
- 1975 : Yann en danger
- 1976 : Yann et le Gang de la drogue
- 1976 : Yann et le Mystère des perles
- 1977 : Yann et le Vol des bijoux
- 1978 : Yann pris au piège

### Romans hors-séries
- 1959 : La Fille du capitaine d'Alexandre Pouchkine (ill. Paul Szasz)
- 1959 : Femmes de la mer d'Anne de Tourville (ill.René Péron)
- 1959 : L'Homme à l'oreille cassée d'Edmond About (ill. Jacques Pecnard)
- 1959 : Le Capitaine Fracasse, de Théophile Gautier (ill. Guy Sabran)
- 1959 : La Mare au diable de George Sand (ill. Claude Delaunay)
- 1959 : Jean Maridor chasseur de V1, de Marcel Jullian (ill. Roger Brard)(lauréat du grand prix littéraire de l'Aéronautique en 1953)
- 1959 : David Copperfield de Charles Dickens (ill. G. de Saint-Croix)
- 1959 : Les Aventures du capitaine Corcoran d'Alfred Assolant (ill. Jean Marcellin)
- 1959 : Cosette, Gavroche de Victor Hugo (ill. Pierre Le Guen)
- 1959 : Colomba de Prosper Mérimée (ill. Gilles Valdès)
- 1959 : Les Aventures de Robert-Robert de Louis Desnoyers (ill. Henri Dimpre)
- 1959 : Quentin Durward de Walter Scott (ill. Pierre Leconte)
- 1960 : Ivanhoé de Walter Scott (ill. Henri Dimpre)
- 1960 : Les Trois Mousquetaires d'Alexandre Dumas (tomes 1 et 2) (ill. Henri Dimpre)
- 1960 : La Tulipe noire d'Alexandre Dumas (ill. Jacques Pecnard)
- 1960 : Henri Guillaumet de Marcelle Migeo (ill. Raoul Auger)
- 1960 : Jane Eyre de Charlotte Brontë (ill. Gilles Valdès)
- 1960 : L'Aventure est sous la mer de Gilles Saint-Cérère (ill. Paul Durand)
- 1960 : Fille de pilote de Marie-Antoinette de Miollis (ill. Vanni Tealdi)
- 1960 : Rollo, cerf d’Écosse de Joseph E. Chipperfield (ill. René Péron)
- 1960 : Lise en Italie de Mabel Ester Allan (ill. Gilles Valdès)
- 1960 : Luce en Bavière de Mabel Ester Allan (ill. Gilles Valdès)
- 1960 : Emmanuel de Renée Manière (ill. Françoise Bertier)
- 1960 : Ben-Hur de Lewis Wallace (ill. Henri Dimpre)
- 1960 : Eugénie Grandet de Honoré de Balzac (ill. Pablo Coronado)
- 1960 : Le Chant du Pacifique de William Willis (ill. René Péron)
- 1960 : Nungesser, le chevalier à la mort de Martin de Hauteclaire (ill. Jacques Pecnard)
- 1960 : Souviens-toi Jonathan de Yvon Mauffret (ill. Pierre Le Guen)
- 1960 : Adieu, mes quinze ans de Claude Campagne (ill. Daniel Dupuy)
- 1961 : Emmanuelle s'en va-t-en guerre de Sylvette Brisson (ill. Pierre Le Guen)
- 1961 : Saint-Exupéry, prince des pilotes de Michel Manoll (ill. Raoul Auger)
- 1961 : Rebecca du ruisseau ensoleillé de Kate Wiggin (ill. Françoise Bertier)
- 1961 : Le Bossu de Paul Féval (ill. Maurice Raffray)
- 1961 : L’Étrange Invitation de Louis C. Thomas (ill. Daniel Dupuy)
- 1961 : Tim le jockey de May d'Alençon (ill. Jean Reschofsky)
- 1961 : Juliane de Luise Rinser (ill. Daniel Dupuy)
- 1960 : Les Pirates de l'uranium de Pierre Castex (ill. Jacques Pecnard)
- 1960 : Traqué dans la brousse de René Guillot (ill. Raoul Auger)
- 1961 : Chère Stéphanie de Nine Farrel (ill. Gilles Valdès)
- 1961 : Kopa, Coppi... et les autres champions de Jean Riverain et Claude Quesniaux (ill. Paul Ordner)
- 1961 : Kor et ses chiens-loups de Robert James Green (ill. Henri Dimpre)
- 1961 : Kidnappé de Robert Louis Stevenson (ill. Raoul Auger)
- 1961 : La Belle-Amarante de Yvon Mauffret (ill. Jacques Pecnard)
- 1961 : Bravo, Monsieur la grenouille ! de Renée Aurembou (ill. Vanni Tealdi)
- 1961 : Marco Polo à travers l'Asie inconnue de Jean Riverain (ill. Raoul Auger)
- 1961 : Le Voyage d'Edgar d'Édouard Peisson (ill. Raoul Auger)
- 1961 : Le Marchand de nuages de Léonce Bourliaguet (ill. René Péron)
- 1961 : L'Aventure viking de Jean Ollivier (ill. Pierre Le Guen)
- 1962 : Indiens et Vikings de Jean Ollivier (ill. Pierre Le Guen)
- 1962 : On tourne au village de Léonce Bourliaguet (ill. René Péron)
- 1962 : Laurence à Gènes de Mabel Esther Allan (ill. Gilles Valdès)
- 1961 : Le Lac aux sortilèges de Jacqueline Cervon (ill. Saint-Justh)
- 1962 : La Petite Fille d'ailleurs de Hertha Von Gebhardt (ill. Monique Berthoumeyrou)
- 1962 : Le Chevalier des Sartigues de Hélène Hilpert (ill. Saint-Justh)
- 1962 : Le Rallye fantastique de Pierre Castex (ill. Pierre Le Guen)
- 1962 : La Montagne interdite de Jean-François Pays (ill. Pierre Le Guen)
- 1963 : Maya aux yeux bleus d'Aimée Sommerfelt (ill. Luce Lagarde)
- 1963 : Prisonnière dans la tour de Monique Peyrouton de Ladebat (ill. Raoul Auger)
- 1963 : La Porte du roi de Daniel Hawthorne (ill. Saint-Justh)
- 1963 : Chasseurs d'ivoire de Colin Day (ill. Raoul Auger)
- 1963 : Quand les feux brûleront de Poul Knudsen (ill. Michel Gourlier)
- 1963 : Le Comte de Monte-Cristo d'Alexandre Dumas (ill. Jean Retailleau)
- 1964 : Bill et Meg chez les trappeurs de Hélène Vallée (ill. Jacques Pecnard)
- 1964 : Le Secret de Maria-Luisa de Renée Manière (ill. Gilles Valdès)
- 1964 : Autobus tout confort de Rosemary Weir (ill. Pierre Le Guen)
- 1964 : Fils des steppes d'Yvonne Girault (ill. Pierre Le Guen)
- 1965 : Bayard, fleur de chevalerie d'Yvonne Girault (ill. Henri Dimpre)
- 1965 : Richard, le roi au cœur de lion d'Yvonne Girault (ill. Jacques Pecnard)
- 1965 : Le Bungalow blanc d'Aimée Sommerfelt (ill. Pierre Le Guen)
- 1965 : Le Vainqueur de la nuit de Janète Christiaens (ill. Gilles Valdès)
- 1965 : Ma maison perdue de Henriette Robitaillie (ill. Daniel Dupuy)
- 1965 : Pia et la petite lapone de Viola Wahlstedt-Guillemaut (ill. Monique Berthoumeyrou)
- 1965 : Le Cousin de Gondolin de Hélène Ray (ill. Françoise Bertier)
- 1965 : Annick et son corsaire de May d'Alençon (ill. Monique Berthoumeyrou)
- 1966 : Marie-Luce, infirmière de May d'Alençon (ill. Michel Gourlier)
- 1965 : Nicole à New York de Mabel Ester Allan (ill. Gilles Valdès)
- 1966 : La Folle Équipée d'Annette de Thérèse Lenotre (ill. Pierre Le Guen)
- 1966 : La Jeunesse d'une petite reine de Paule Dumaître (ill. Pierre Le Guen)
- 1966 : La Villa des roses de Dominique Mérange (ill. Vanni Tealdi)
- 1966 : Quatre contes prestigieux (ill. Jean Retailleau)
- 1966 : L'Enfant blond du Grand Nord d'Edith Grotkop (ill. Monique Gorde)
- 1966 : Le Testament de l'oncle Ulysse de Le Gor (ill. Jean Reschofsky)
- 1966 : Olivier Twist de Charles Dickens (ill. Félix Lacroix)
- 1966 : Mon cousin Luc d'Anne Pierjean (ill. Jean-Gérald Bertrand)
- 1966 : Contes de Provence de Renée J.-T. Samat (ill. René Péron)
- 1967 : Prisonniers de la jungle d'Arthur Catherall (ill. Michel Gourlier)
- 1967 : Hu, le premier Gaulois de Paul Bouchet (ill. Henri Dimpre)
- 1967 : Complot contre Mérigny de Laurent Ferrer (ill. Pierre Le Guen)
- 1967 : Le Cavalier inconnu de Hélène Vallée (ill. Jacques Pecnard)
- 1967 : Le Naufragé du Nelson de Zoé Petit (ill. Michel Gourlier)
- 1967 : La Fringante de Philippe Avron (ill. Michel Jouin))
- 1968 : Palamède, courrier secret du roi de Hélène Hilpert (ill. Michel Jouin).
- 1968 : Mario, le fils du vent de Renée Manière (ill. Michel Gourlier.
- 1968 : Le Haras de l'oncle Erik de Hélène Vallée (ill. Jacques Pecnard)
- 1968 : L'Or des Romains de Gil Lacq (ill. Vanni Tealdi)
- 1968 : L'Homme et le Vent de Léonce Bourliaguet (ill. Michel Gourlier)
- 1969 : Laura et les Chercheurs d'or d'Amy Russell (ill. Pierre Le Guen)
- 1968 : Le Clan des six mène l'enquête de Roy Brown (ill. Michel Jouin))
- 1969 : Le Mas Tortebesse de Marcelle Manceau (ill. Daniel Dupuy)
- 1969 : Au royaume des éléphants d'Alan C. Jenkins (ill. Michel Jouin))
- 1969 : Les Pigeons d'Ürgüp de Jacqueline Cervon (ill. Jean-Gérald Bertrand)
- 1969 : L'Inconnu de la Croix-Landelle d'André de la Tourasse (ill. Jean Retailleau)
- 1969 : Le Grand Roux de Jean Cernaut (ill. Monique Gorde)
- 1969 : La Grande Peste de Londres de Rosemary Weir (ill. Jean Reschofsky)
- 1969 : Un garçon, une fille de Claude Campagne (ill. Monique Gorde)
- 1970 : Le Trésor du mur d'Hadrien de David Divine (ill. Jacques Pecnard)
- 1970 : La Roche aux mouettes de Jules Sandeau (ill. Daniel Dupuy)
- 1970 : Poussière d'or de Katherine Oldmeadow (ill. Daniel Dupuy)
- 1970 : Fille de roi de Huguette Champy (ill. Jean Retailleau)
- 1970 : La Goutte de soleil de Christiane Dollard-Martel (ill. René Péron)
- 1970 : Sept Soleils sur la neige de Naim Robert Teldy (ill. Daniel Dupuy)
- 1970 : Helen Keller, petite fille de Norman Wymer (ill. Jean Retailleau)
- 1970 : Du cran, Milot ! de Charles Vildrac (ill. Jean-Gérald Bertrand)
- 1970 : Le Roi sans mémoire de Gil Lacq (ill. Vanni Tealdi)
- 1971 : Boul' Mich' ne perd pas la tête de Lucy Vincent (ill. Jean-Gérald Bertrand)
- 1971 : Roland, le chevalier plus fier que le lion de René Barjavel (ill. Jacques Pecnard)
- 1971 : Contes des cataplasmes de Vercors (ill. Jean Reschofsky)
- 1971 : Le Réveil de l'Inca de Hélène Vallée (ill. Jean Retailleau)
- 1971 : Les Baladins d'Anatolie de L. N. Lavolle (ill. Michel Gourlier)
- 1971 : Ambor le loup de Joseph-Henry Rosny Ainé (ill. René Péron)
- 1971 : Tempêtes sur les huttes de Jacqueline Verly (ill. Jacqueline Verly)
- 1971 : La Guerre du castor de Pierre Pelot (ill. Jacques Pecnard)
- 1971 : Le Secret des pierres-qui-fondent[4] de Christiane Dollard-Martel (ill. René Péron)
- 1972 : Contes du samovar de (collectif) (ill. Marie Chartrain)
- 1972 : La Demoiselle de Blachaux d'Anne Pierjean (ill. Michel Gourlier)
- 1972 : La Prairie de Fenimore Cooper (ill. Daniel Dupuy)
- 1972 : Rob Roy de Walter Scott (ill. Jacques Pecnard)
- 1972 : Le Faucon déniché de Jean-Côme Noguès (ill. Jean Retailleau)
- 1972 : Écoute, petit loup... de Maurice Vauthier (ill. Michel Gourlier)
- 1972 : Le Jardin dans le désert de Eve Dessarre (ill. Daniel Billon)
- 1972 : Gilliatt le malin de Victor Hugo (ill. Jean Retailleau)
- 1972 : Marika d'Anne Pierjean (ill. Monique Gorde)
- 1972 : Catherine à la rescousse de Marie-Louise Fischer (ill. Jean-Gérald Bertrand)
- 1972 : La Danse des sorciers de Christiane Dollard-Martel (ill. Jacques Pecnard)
- 1972 : Tom, comédien du roi de Frédéric Feld (ill. Jean Retailleau)
- 1972 : Le Petit Garçon dans l'île de Theodore Taylor (ill. Jean Retailleau)
- 1972 : Un petit gars nommé Thomas de Claire Graf (ill. Michel Gourlier.
- 1972 : Une étoile au fond du gouffre de Marie-Dominique Poinsenet (ill. J. A. Fortier)
- 1972 : Louis Pasteur à travers le monde fantastique des microbes de Jean Riverain (ill. Daniel Billon)
- 1973 : Elle devint mon amie... de Honor Arundel (ill. Monique Gorde)
- 1973 : Le Pays des rivières sans nom de Pierre Pelot (ill. Jacques Pecnard)
- 1973 : Il était un petit soldat de Carlo Brizzolara (ill. Michel Gourlier)
- 1973 : Le Prisonnier de Syracuse de Christian Dollard (ill. Daniel Billon)
- 1973 : L'Oie des neiges de Paul Gallico (ill. Michel Gourlier)
- 1973 : Opération Sippacik de Rumer Godden (ill. Daniel Billon)
- 1973 : La Maison du pré sans barrière d'Anne Pierjean (ill. Jean Reschofsky)
- 1974 : Le Train ne sifflera pas trois fois de Pierre Pelot (ill. Daniel Dupuy)
- 1974 : Les Compagnons d'Archimède de Christiane Dollard-Martel (ill. Jacques Pecnard)
- 1974 : Étranges vacances à Tahiti de Flora Saint-Gil (ill. Daniel Dupuy)
- 1974 : Au-delà du fleuve de Juri Korinetz (ill. Jacques Pecnard)
- 1974 : La Petite Fille à la roulotte de Rumer Godden (ill. Marie Chartrain)
- 1974 : La Croisière du Sans-Souci d'Ursula Moray-Williams (ill. Marie Chartrain)
- 1974 : Des ennuis, Julien ? d'Anne Pierjean (ill. Jacques Pecnard)
- 1975 : Les Captifs de Babylone de Jean Riverain (ill. Jacques Pecnard)
- 1974 : Aventure[5] aux Caraïbes de Viola Bayley (ill. Michel Gourlier)
- 1975 : La Poussière de la piste, de Pierre Pelot (ill. Omer Anamur)
- 1975 : Nicky, mon ami de Molly Burkett (ill. Michel Gourlier)
- 1975 : L’Île lointaine de Luciana Martini (ill. Jean Retailleau)
- 1975 : Menaces sur l'inventeur de L. N. Lavolle (ill. Jacques Pecnard)
- 1975 : Le Secret de tante Lise de Helge Darnstädt (ill. Diane Tuléda)
- 1975 : Les Secrets de la Sibylle de Christiane Dollard-Martel (ill. Jean-Jacques Vayssières)
- 1976 : Victoire sur les Andes de Bernard Pierre (ill. Jean Reschofsky)
- 1976 : Surcouf, roi de la course de Jean Ollivier (ill. Jean Retailleau)
- 1976 : Les Voyages de Gulliver de Jonathan Swift (ill. Jean-Jacques Vayssières)
- 1976 : François le Champi de George Sand (ill. Jacqueline Verly)
- 1976 : Les Aubes rouges de William Camus (ill. Annie-Claude Martin)
- 1976 : Le Collier de la reine d'Alexandre Dumas (ill. Michel Gourlier.
- 1976 : Les Resforétis de Serge Durousseau (ill. Michel Gourlier)
- 1976 : Le Toucan et le trésor des Samouraï de Max Artis (ill. Vanni Tealdi.
- 1977 : Le Toucan vole à Sumatra de Max Artis (ill. Vanni Tealdi)
- 1977 : Les Insoumis de Terre-Neuve de Michel Grimaud (ill. Jean Retailleau)
- 1976 : Le Dernier des Mohicans de Fenimore Cooper (ill. Sinclare)
- 1976 : Judith et l'Ey-Vive d'Anne Pierjean (ill. Michel Gourlier)
- 1976 : Les Fleurs de l'espace : Mathias, Lydia et le Pourlou de Christian Grenier (ill. Jean-Jacques Vayssières)
- 1976 : Le Secret du manoir de Catherine Cookson (ill. François Jeannequin)
- 1976 : Le Trésor de Montségur de Renée Aurembou (ill. Michel Gourlier)
- 1976 : La Petite Fadette de George Sand (ill. Jacqueline Verly)
- 1977 : Les Chasseurs d'ours de Thomas Mayne Reid (ill. Sinclare)
- 1977 : Martine et Tell le débrouillard d'Edith Grotkop (ill. Michel Gourlier)
- 1977 : Un bonheur électronique, de William Camus (ill. Jean Retailleau)
- 1977 : Le Tunnel de Seikan de Jean-Marie Dominique (ill. Annie-Claude Martin)
- 1977 : Les Enfants immortels aux temps barbares de Pierre Debresse (ill. Annie-Claude Martin)
- 1977 : Max lève l'ancre de Pierre Lamblin (ill. Vanni Tealdi)
- 1977 : Un mari pour Ingrid de Berte Bratt (ill. Diane Tudela)
- 1977 : Les Bleus et les Gris de William Camus (ill. Jean Retailleau)
- 1977 : Les Surprenantes Aventures de Pepsy le chat de Jane Slaughter (ill. Annie Le Polotec)
- 1977 : Le Chevalier de Maison-Rouge d'Alexandre Dumas (ill. Michel Gourlier)
- 1977 : Le Secret de la forêt gauloise de Christiane Dollard (ill. Daniel Billon)
- 1977 : Le Mammouth et la Châtaigne de Jean-Côme Noguès (ill. Pierre Ferrier)
- 1977 : Les Deux Filles du squatter de Thomas Mayne Reid (ill. Sinclare)
- 1977 : Trois Joyeux Petits Renards de Molly et John Burkett (ill. Michel Gourlier)
- 1978 : Une drôle de planète de William CamusJean-Jacques Vayssières)
- 1978 : L'Affaire des gitanes de Monique Ponty (ill. Jacques Pecnard)
- 1978 : Les Pirates de San Francisco de Jack London (ill. Jean Reschofsky)
- 1978 : Sur les pistes du Grand nord de Jack London (ill. Jean Reschofsky)
- 1978 : L'Honneur des grandes neiges de James Oliver Curwood (ill. Daniel Billon)
- 1978 : Le Piège d'or de James Oliver Curwood (ill. Daniel Billon)
- 1979 : L’Île au trésor de Robert-Louis Stevenson (ill. Geoffroy de Pennart)
- 1979 : Les Aventures de Huckleberry Finn de Mark Twain (ill. Bernadette Blusseau)
- 1980 : Les Francs-tireurs de Thomas Mayne Reid (ill. Antoine Zuber)

## Sources
livres
- Cahiers Robinson, (de l'Université d'Artois), revue sur la littérature de jeunesse n°21, 2007.
- L’Édition pour la jeunesse de 1945 à nos jours, de Michèle Piquard, Éditions Presses de l’enssib, collection référence, 2004.

sites Internet
- Bibliothèque nationale de France
- Eclectisme